# Utricularia beaugleholei
Utricularia beaugleholei är en tätörtsväxtart som beskrevs av R.J. Gassin. Utricularia beaugleholei ingår i släktet bläddror, och familjen tätörtsväxter. Inga underarter finns listade i Catalogue of Life.